# Белина-Скупевський Степан Броніславович
Степан (Стефан) Броніславович Белина-Скупевський (справжнє прізвище Скупевський; псевдоніми — Белин-Скупевський, Belina-Skupiewski, Stefano Bielena; 23 серпня (4 вересня) 1885, Київ — 2 вересня 1962, Гданськ, Польща) — український і польський оперний співак (драматичний тенор), вокальний педагог і музичний громадський діяч. Виступав в оперному театрі «Ла-Скала», у 1914—1919 роках — на сценах Києва.

## Біографія
Народився в Києві в польській родині інженера. Закінчив Музично-драматичне училище М. К. Лєсневіч-Носової по класу фортепіано. Потім навчався в Інституті інженерів шляхів сполучення і у Вищій технічній школі в Карлсруе (Німеччина). Співу навчався приватно в Карлсруе і Монако; брав уроки у Жака Штюкгольда, пізніше в Мюнхені підготував низку партій під керівництвом Ф. Мотля. Сценічне мистецтво і режисуру вивчав у Г. Фукса.
У 1908 році дебютував в швейцарському місті Санкт-Галлен в баритоновій партії Тоніо («Паяци» Р. Леонкавалло). Пізніше виконував тенорові партії в оперних театрах Лейпцига (1909/10), Мюнхена (Hofoper, 1910/11, 1912), Одеси (1910/11, антреприза М. Ф. Багрова), Харкова, Катеринослава (тепер Дніпропетровськ), Миколаєва, Петрограда, Праги (Німецька королівська опера, 1912—1914), Інсбрука, Відня, Берліна. З 1914 року виступав у трупі Міського театру в Києві, співав на сценах Одеси, Катеринослава, Миколаєва. У 1915 році з гастролями виступав в театрі «Ла Скала» (Мілан). До 1919 року продовжував виступати в Києві, де також брав участь у концертах-мітингах і масових культурних заходах. Мешкав в цей час по вул. Костьольна, 8.
У 1920 році виїхав за кордон і надалі виступав в театрах Європи і Америки. З 1923 року на запрошення А. Тосканіні в «Ла Скала» виконував партії Трістана («Трістан та Ізольда» Р. Вагнера), Хозе («Кармен» Ж. Бізе) і Самозванця («Борис Годунов» М. Мусоргського) під псевдонімом Stefano Bielena. Гастролював в Барселоні (1922, театр «Лісі», 1928), Парижі (1922, театр «Гранд-Опера», 1927, театр З. Бернар), Варшаві (Велика опера, 1923 і 1924), Буенос-Айресі, Ріо-де-Жанейро, Сан Паоло і Монтевідео (1924), Мадриді (Театр Реал, 1925 і 1928), Львові (1925), Трієсті (Театр Верді, 1926), Белграді та Загребі (1927).
У 1928 році покинув оперну сцену і переїхав до Польщі. ВУ 1946–1953 роках був художнім керівником Сілезької державної опери в Битомі, а з 1 липня 1953 року — вокальним директором Балтійської державної опери та філармонії в Гданську. З 1954 р. також викладав у Державній вищій музичній школі в Сопоті. У 1958 році отримав музичну премію міста Гданська. Удостоєний Державної премії.

## Репертуар

Степан Белина-Скупевський в партії Рамадеса («Аїда», Дж. Верді)

Найкращими в репертуарі вважають оперні партії:
| - Таміно («Чарівна флейта» В. А. Моцарта) - Ліонель («Марта, або Річмондський ринок» Ф. Флотова) - Фауст (однойм. опера Ш. Ґуно) - Гофман («Казки Гофмана» Ж. Оффенбаха) - Елеазара («Юдейка», Ж. Ф. Галеві) - Йонтек («Галька» С. Монюшка) - Надир («Шукачі перлів» Ж. Бізе) - Жульєн («Луїза» Г. Шарпантье) - Турідду («Сільська честь» П. Масканьї) - Каніо («Паяци» Р. Леонкавалло) - Самсон («Самсон і Даліла» К. Сен-Санса) - Герцог («Ріголетто» Дж. Верді) | - Манріко («Трубадур» Дж. Верді) - Альфред («Травіата» Дж. Верді) - Отелло (однойм. опера Дж. Верді) - Радамес («Аїда» Дж. Верді) - Рудольф («Богема» Дж. Пуччіні) - Маріо Каварадоссі («Тоска» Дж. Пуччіні) - Герман («Винова краля» П. Чайковського) - Ленський («Євгеній Онєгін» П. Чайковського) - Лоенгрін (однойм. опера Р. Вагнера) - Зіґмунд («Валькірія» Р. Вагнера) - Трістан («Трістан та Ізольда» Р. Вагнера) - в операх К. М. Вебера, Дж. Мейєрбера |  |

## Особисте життя
Двічі одружений. З 29 квітня 1948 року був чоловіком співачки Гелени Івоні-Ніти (1887–1961).
Похований на кладовищі Сребжиско в Гданську (район IV, розділ TAR II/2/71).

## Нагороди та відзнаки
Офіцерський хрест ордена Відродження Польщі (14 грудня 1955)
Лицарський хрест Ордена Відродження Польщі (22 липня 1952)
Золотий Хрест Заслуги (28 червня 1939)
Медаль 10-річчя ПНР (25 березня 1955)